# Diyarb Najm
Diyarb Najm (arabiska: ديرب نجم) är en ort i Egypten.   Den ligger i guvernementet ash-Sharqiyya, i den norra delen av landet, 80 km norr om huvudstaden Kairo. Diyarb Najm ligger 10 meter över havet och antalet invånare är 51 841.
Terrängen runt Diyarb Najm är mycket platt. Runt Diyarb Najm är det mycket tätbefolkat, med 1 692 invånare per kvadratkilometer. Närmaste större samhälle är Zagazig, 19,4 km söder om Diyarb Najm. Trakten runt Diyarb Najm består till största delen av jordbruksmark.